# پوکا اورکو (آنتابامبا)
پوکا اورکو (به اسپانیایی: Puka Urqu) یک کوه در پرو است که در Peru, Apurímac Region واقع شده‌است. پوکا اورکو ۴٬۸۰۰ متر بالاتر از سطح دریا واقع شده‌است.